# Jacek Tejchman-Konarzewski
Jacek Tejchman-Konarzewski, właśc. Andrzej Jacek Tejchman-Konarzewski (ur. 16 listopada 1957 w Gdyni) – polski inżynier, profesor nauk technicznych, specjalizujący się w mechanice materiałów. Kierownik Katedry Budownictwa i Inżynierii Materiałowej Politechniki Gdańskiej.

## Życiorys
Urodził się w rodzinie Andrzeja Tejchmana-Konarzewskiego (1933–2004), profesora Politechniki Gdańskiej, i Haliny Tejchman-Konarzewskej, profesor Akademii Medycznej w Gdańsku. W Gdyni ukończył Szkołę Podstawową nr 8 (1971) i I Liceum Ogólnokształcące (1975). W 1981 ukończył studia na Wydziale Budownictwa Lądowego Politechniki Gdańskiej. Po odbyciu rocznej służby wojskowej w jednostkach w Poznaniu i Helu podjął pracę naukową jako asystent na macierzystej uczelni. W latach 1984–1989 i 1991–1996 przebywał na stażu naukowym w Katedrze Mechaniki Gruntu i Skał Uniwersytetu Karlsruhe. Tam w 1989 uzyskał stopień doktora na podstawie pracy Scherzonenbildung und Verspannugseffekte in Granulaten unter Berücksichtigung von Korndrehungen, w 1996 stopień doktora habilitowanego na podstawie pracy Shear localization and autogeneous dynamic effects in granular bodies. Od 1998 kieruje Katedrą Budownictwa i Inżynierii Materiałowej PG, w 2006 otrzymał tytuł profesora.
W latach 2014–2016 był członkiem Rady Narodowego Centrum Nauki, od 2019 jest członkiem Komisji Ewaluacji Nauki.

## Ordery i odznaczenia
- Krzyż Kawalerski Orderu Odrodzenia Polski (2011)[8][2]
- Medal Komisji Edukacji Narodowej (2006)[2]

## Nagrody i wyróżnienia
- Wyróżnienie Uniwersytetu Technicznego Karlsruhe za pracę doktorską Scherzonenbildung und Verspannugseffekte in Granulaten unter Berücksichtigung von Korndrehungen (1989)
- Nagroda Ministra Edukacji Narodowej I stopnia (1997)
- Nagroda Rektora PG I stopnia (1997, 1999, 2000, 2003, 2004, 2005)
- Nagroda Rektora PG II stopnia (1998, 2001, 2002, 2006, 2007, 2008, 2009, 2010, 2011, 2012, 2013, 2014)
- Nagroda Rektora PG I stopnia (2015, 2016)
- Nagroda Naukowa Miasta Gdańska im. Jana Heweliusza w kategorii nauk przyrodniczych i ścisłych (2020)[9][6]

Źródło:.